# Wu XM Radio
Wu XM Radio to kompilacyjny album amerykańskiej grupy hip-hopowej Wu-Tang Clan wydany
27 sierpnia 2007 roku nakładem Think Differently Records. Album zawiera stare utwory członków Wu-Tang Clan'u zmiksowane przez El Michaelsa Affaira i RZA.

## Lista utworów
1. Intro – 4:13
2. Protect Ya Neck – 2:10
  - Oryginalny album: Enter the Wu-Tang (36 Chambers)
3. Bring Da Ruckus – 3:39
  - Oryginalny album: Enter the Wu-Tang (36 Chambers)
4. Duel of the Iron Mic – 2:02
  - Oryginalny album: Liquid Swords
5. Uzi (Pinky Ring) – 2:29
  - Oryginalny album: Iron Flag
6. C.R.E.A.M. – 4:49
  - Oryginalny album: Enter the Wu-Tang (36 Chambers)
7. That’s Gangsta – 2:35
  - Oryginalny album: Golden Arms Redemption
8. Glaciers of Ice -2:41
  - Oryginalny album: Only Built 4 Cuban Linx…
9. Da Mystery of Chessboxin’ – 4:12
  - Oryginalny album: Enter the Wu-Tang (36 Chambers)
10. It’s Yourz – 3:49
  - Oryginalny album: Wu-Tang Forever
11. Criminology – 4:07
  - Oryginalny album: Only Built 4 Cuban Linx…
12. Triumph – 3:49
  - Oryginalny album: Wu-Tang Forever
13. Interlude – 0:45
14. Ice Cream – 3:47
  - Oryginalny album: Only Built 4 Cuban Linx…
15. Odb Melody – 4:11
16. El Michael’s Affair Band – 2:06
17. Outro – 2:01